# Фторид самария(III)
Фторид самария(III) — неорганическое соединение,
соль самария и плавиковой кислоты 
с формулой SmF3,
светло-жёлтые кристаллы,
не растворяется в воде,
образует кристаллогидрат.

## Получение
- Осаждение плавиковой кислотой растворимой соли самария(III):

{\displaystyle {\mathsf {SmCl_{3}+3HF\ {\xrightarrow {}}\ SmF_{3}\downarrow +3HCl}}}
- Фторирование оксида самария(III) при нагревании:

{\displaystyle {\mathsf {Sm_{2}O_{3}+3F_{2}\ {\xrightarrow {T}}\ 2SmF_{3}+3O_{2}}}}

## Физические свойства
Фторид самария(III) образует светло-жёлтые кристаллы нескольких модификаций:
- тригональной сингонии, пространственная группа P 3c1, параметры ячейки a = 0,6962 нм, c = 0,7128 нм, Z = 6, структура типа фторида лантана α-LaF3, существует при температуре ниже 490°С;
- ромбической сингонии, пространственная группа P nma, параметры ячейки a = 0,6669 нм, b = 0,7059 нм, c = 0,4405 нм, Z = 4, структура типа карбида железа Fe3C, существует при температуре выше 490°С;

Не растворяется в воде.
Образует кристаллогидрат состава SmF3•½H2O.

## Химические свойства
- При нагревании с графитом или металлическим самарием восстанавливается до фторида самария(II) [1]:

{\displaystyle {\mathsf {4SmF_{3}+C\ {\xrightarrow {2000^{o}C}}\ 4SmF_{2}+CF_{4}}}}
{\displaystyle {\mathsf {2SmF_{3}+Sm\ {\xrightarrow {1800^{o}C}}\ 3SmF_{2}}}}

## Применение
- Получение металлического самария металлотермическим методом.
- Микродобавка при производстве фторидных стёкол.